# Ле-Контруаз-ан-Солонь
Ле-Контруаз-ан-Солонь (фр. Le Controis-en-Sologne) — муніципалітет у Франції, у регіоні Центр — Долина Луари, департамент Луар і Шер. Ле-Контруаз-ан-Солонь утворено 1 січня 2019 року шляхом злиття муніципалітетів Контр, Фен, Фужер-сюр-Б'євр, Ушам i Тене. Адміністративним центром муніципалітету є Контр. Населення — 6719 осіб (01.01.2021).